# Palmyra (condado de Jefferson, Wisconsin)
Palmyra es un pueblo ubicado en el condado de Jefferson en el estado estadounidense de Wisconsin. En el Censo de 2010 tenía una población de 1.186 habitantes y una densidad poblacional de 13,02 personas por km².

## Geografía
Palmyra se encuentra ubicado en las coordenadas 42°53′4″N 88°36′24″O / 42.88444, -88.60667. Según la Oficina del Censo de los Estados Unidos, Palmyra tiene una superficie total de 91.1 km², de la cual 89.96 km² corresponden a tierra firme y (1.25%) 1.14 km² es agua.

## Demografía
Según el censo de 2010, había 1.186 personas residiendo en Palmyra. La densidad de población era de 13,02 hab./km². De los 1.186 habitantes, Palmyra estaba compuesto por el 94.77% blancos, el 0.42% eran afroamericanos, el 0.34% eran amerindios, el 0.59% eran asiáticos, el 0% eran isleños del Pacífico, el 3.12% eran de otras razas y el 0.76% pertenecían a dos o más razas. Del total de la población el 6.32% eran hispanos o latinos de cualquier raza.